# Expo 2000
De Wereldtentoonstelling van 2000 werd, onder de naam Expo 2000, gehouden in de Duitse stad Hannover en deels ook in het aangrenzende Laatzen ten zuiden van Hannover. Het was de 32e universele wereldtentoonstelling en de eerste in Duitsland. De Expo vond van 1 juni tot 31 oktober plaats op het jaarbeursterrein in het zuiden van de stad, dat voor deze gelegenheid flink werd uitgebreid.

## Inleiding
Hannover heeft zich in 1988, bij het Bureau International des Expositions kandidaat gesteld voor het organiseren van een universele wereldtentoonstelling. De andere kandidaat voor de EXPO 2000 was de Canadese stad Toronto. Tijdens de vergadering van het BIE, op 14 juni 1990, kreeg Hannover één stem meer dan Toronto, zodat Hannover de eerste officiële wereldtentoonstelling in Duitsland mocht organiseren. Duitsland had hierbij het voordeel dat ze zelf twee stemmen kon uitbrengen, namelijk die van de Bondsrepubliek en de formeel nog bestaande DDR. Na de toewijzing kreeg de organisatie te maken met protestacties tegen de Expo en uiteindelijk besloot de gemeenteraad tot een referendum over de Expo. Op 12 juni 1992 werd met 51,5% tegen 48,5% voor de organisatie van de Expo gestemd. Om de tegenstanders enigszins tegemoet te komen werd een nieuwe wijk met 3000 woningen gebouwd.

## Organisatie
Organisatorisch traden ook diverse problemen op, met name de bezoekers aantallen waren veel te hoog ingeschat, wat kort voor de opening bekend werd. Van de 6000 ingehuurde uitzendkrachten werden er 5000 nog voor de opening ontslagen. Handelaren die, op basis van de voorgespiegelde bezoekers aantallen, veel pacht hadden geboden voor hun verkooppunten waren ontevreden en een aantal kwam zelfs in geldnood. De Verenigde Staten, Chili en Algerije hadden toegezegd om zich met een eigen paviljoen te presenteren maar lieten het vlak voor de Expo afweten. Togo zag eveneens af van deelname.
De Expo had de primeur van een themapark. Verschillende paviljoens zijn na de Expo gesloopt of voor een ander doel opnieuw gebruikt. Het materiaal van de gesloopte paviljoens is elders hergebruikt en een aantal paviljoens is zelfs integraal op een andere plek herbouwd.

## De paviljoens
Het oorspronkelijke jaarbeursterrein bestond uit de jaarbeurshallen, oranje op de kaart. De uitbreiding is met geel aangegeven op de plattegrond.

### Themapark en middenterrein
Het middenterrein werd gevormd door de bestaande tentoonstellingshallen van de jaarbeurs aangevuld met het Expodak en de Hermestoren. De kabelbaan had geen station in dit deel. 12 van de 25 hallen werden gebruikt voor commerciële en culturele activiteiten, hal 18 werd gebruikt door de organisatie.
De jaarbeurshallen 4 t/m 7 en 9 vormden het themapark:
- Hal 4 : Toekomst van de arbeid, Mobiliteit en Kennis
- Hal 5 : Energie en Toekomst van de gezondheid
- Hal 6 : Voedsel, Basis behoeften, Milieu
- Hal 7 : De Mens
- Hal 9 : Planeet der visioenen en De 21ste eeuw

Canada gebruikte de hele hal 22. De andere hallen werden gebruikt door landen en organisaties die geen eigen paviljoen hadden:
- Hal 12 : Afrikaanse landen
- Hal 14 : Luxemburg, Oostenrijk en Andorra
- Hal 15 : Europa en het Middellandse zeegebied
- Hal 16 : Middellandse zeegebied
- Hal 17 : Midden- en Oost-Europa (o.a. Rusland)
- Hal 21 : Midden-Amerika en Caribisch gebied
- Hal 26 : Azië en Stille Zuidzee

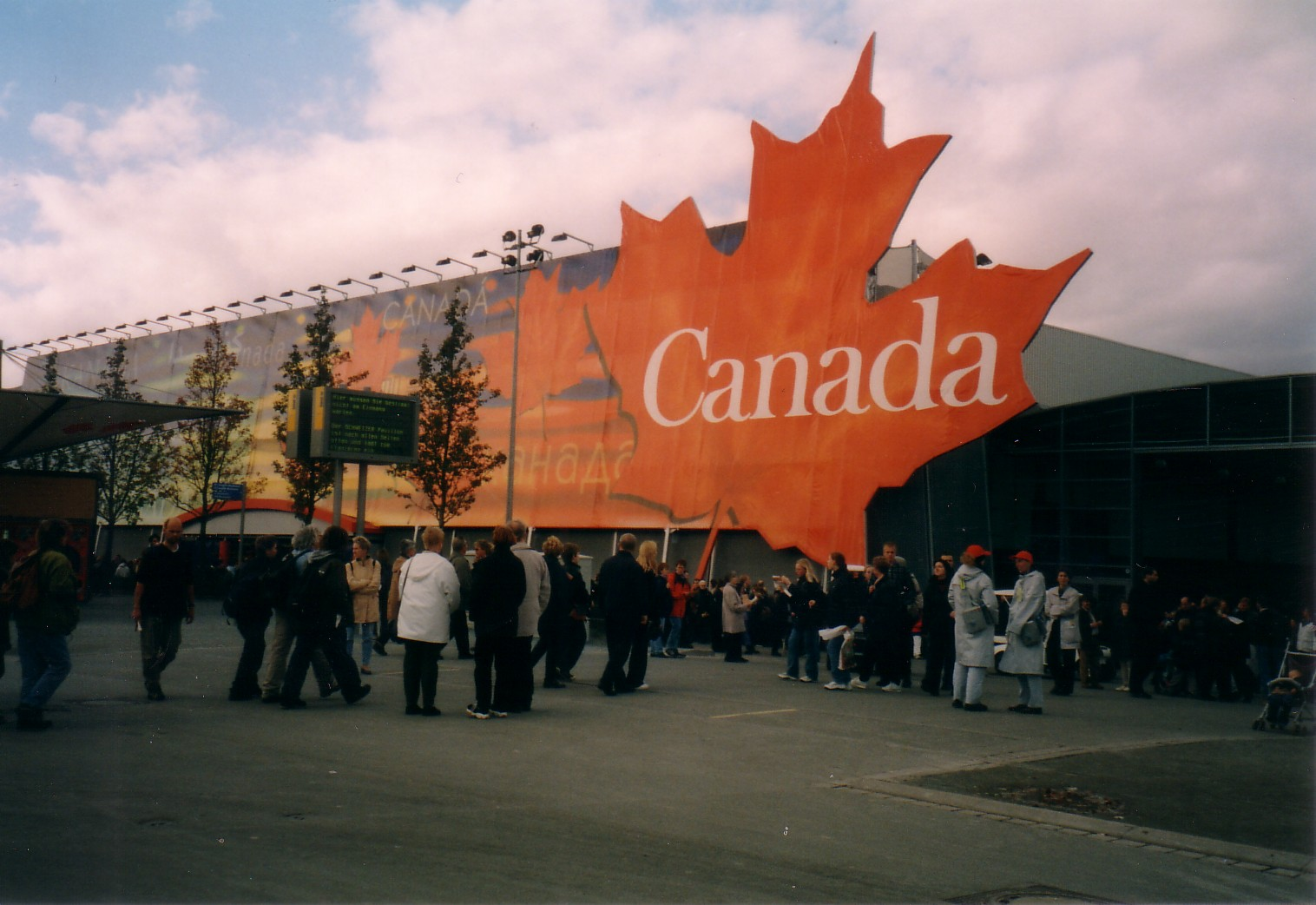
Canadees paviljoen
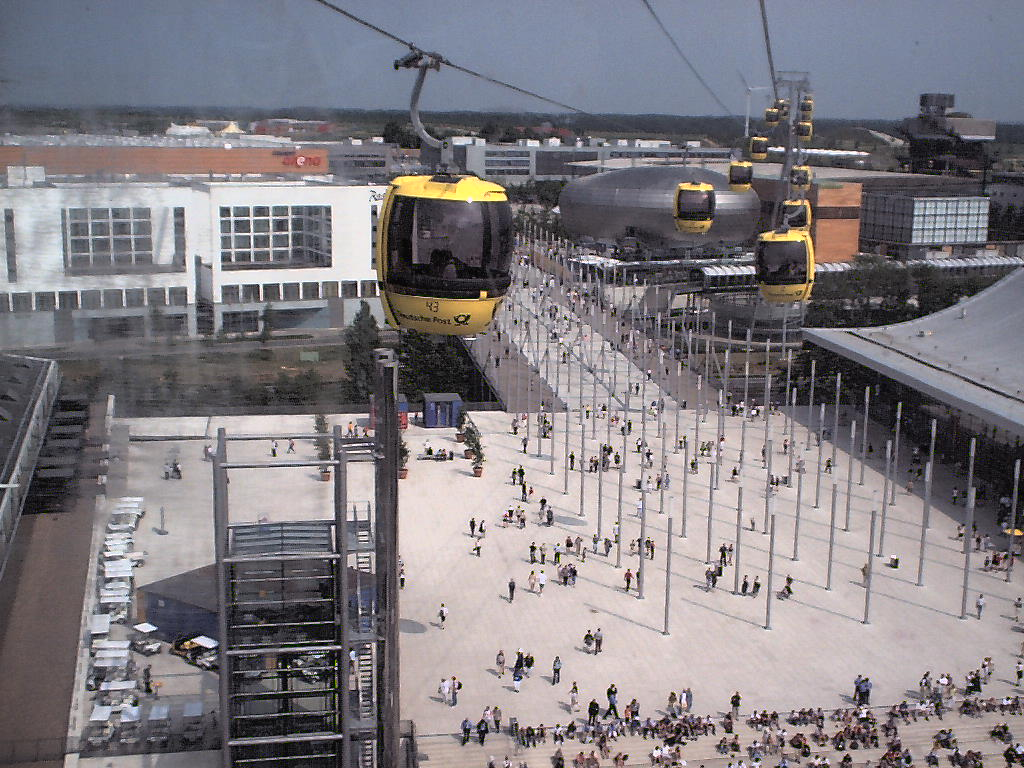
Kabelbaan boven de brug tussen het themapark en de EXPO-plaza
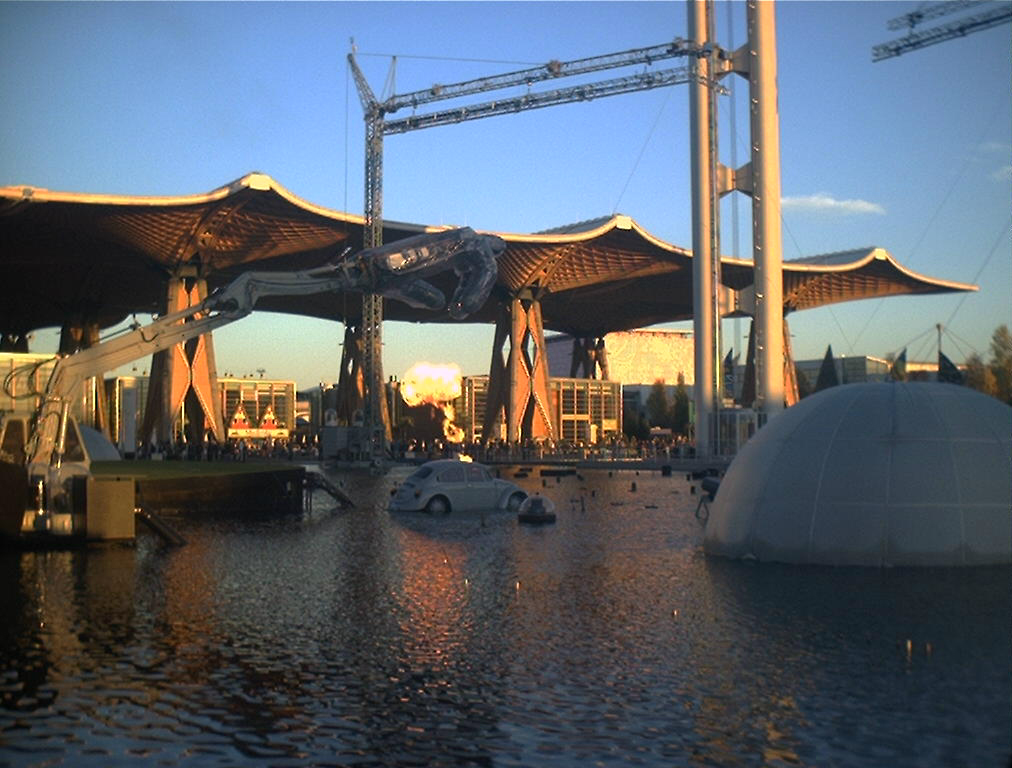
Het Expodak
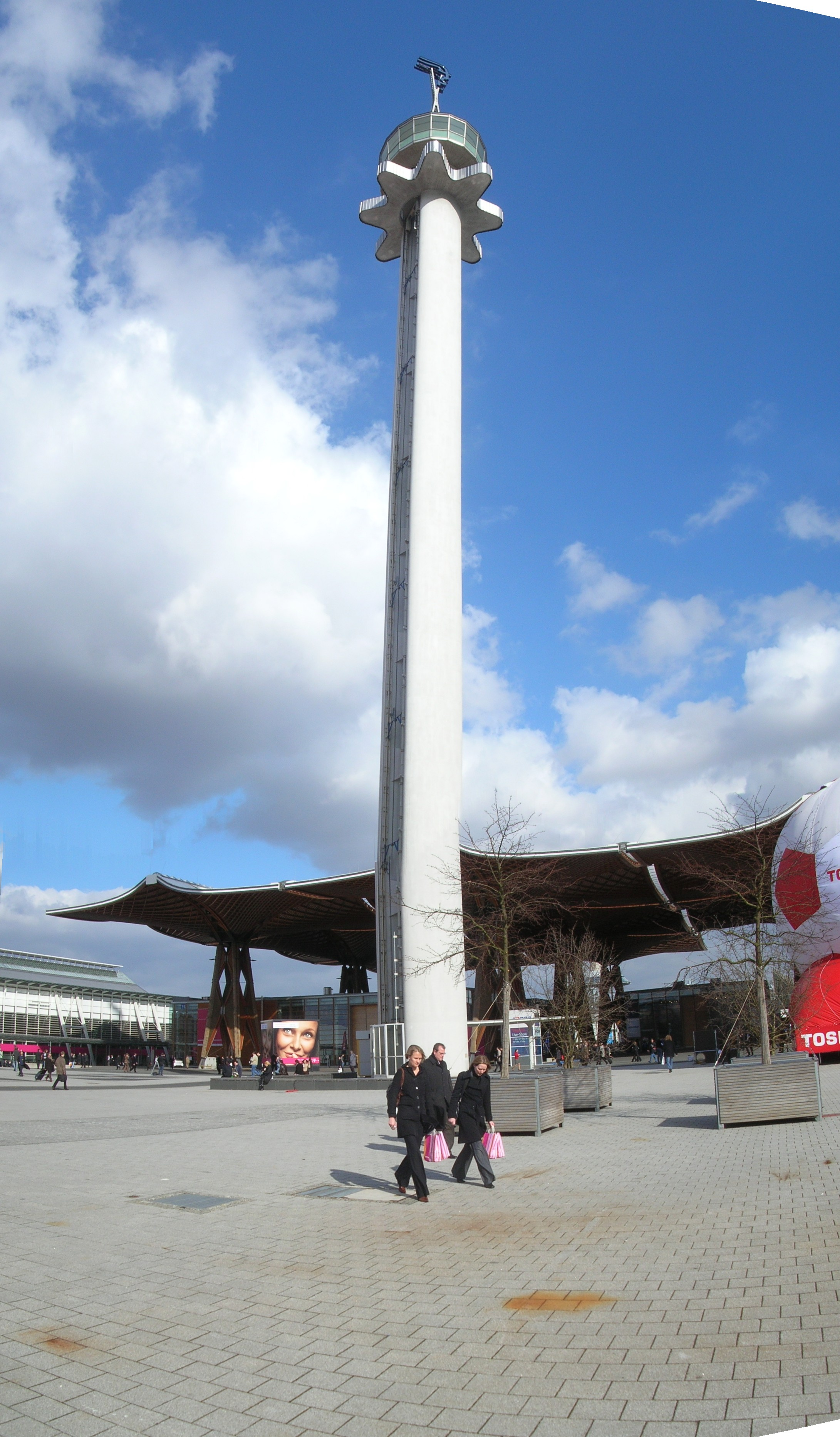
Hermesturm

### Paviljoens West
Paviljoens West is de westelijke uitbreiding van het jaarbeursterrein en grenst direct aan het oorspronkelijke jaarbeursterrein. Aan de noordkant van dit deel bevindt zich de ingang noordwest en kabelbaanstation noord. In dit deel waren de paviljoens van Latijns-Amerika, Australië en Azië te vinden. Uitzondering hier waren IJsland en het Vaticaan. Het station Hannover Messe / Laatzen werd met de EXPO verbonden door een verbindingsbrug naar ingang west.

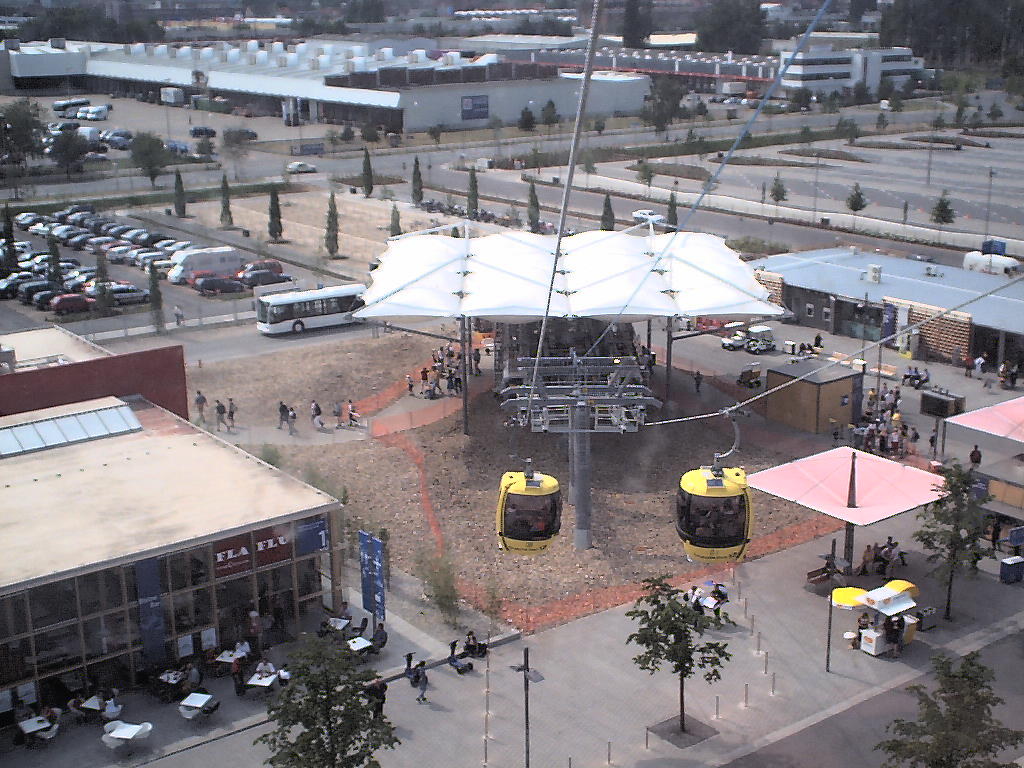
Ingang noordwest
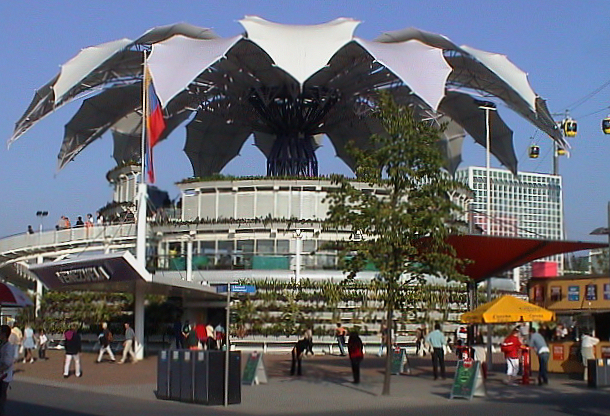
Venezolaans paviljoen
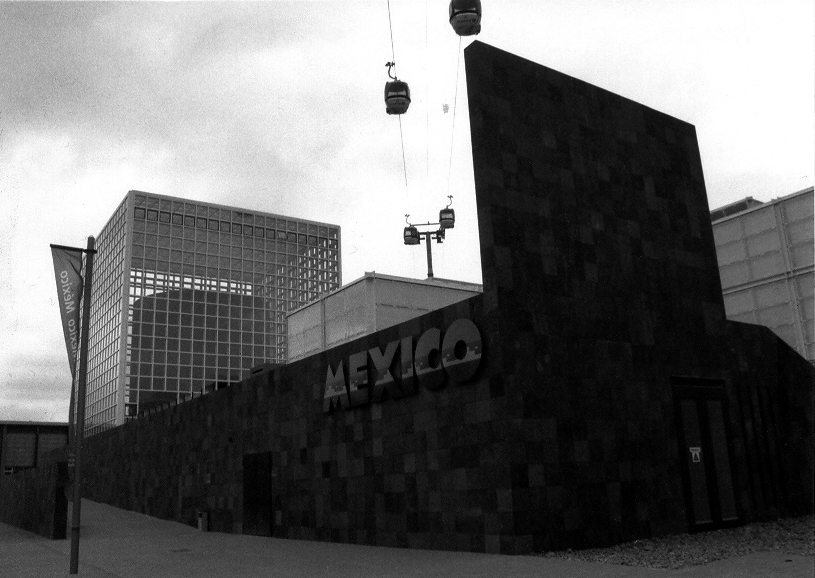
Mexicaans paviljoen
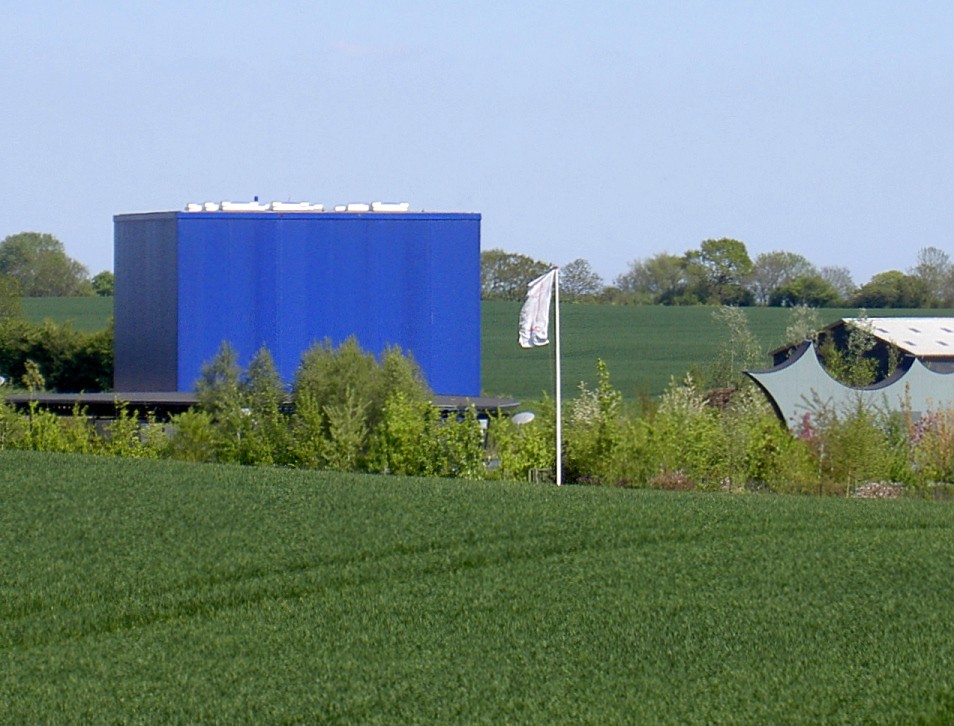
IJslands paviljoen
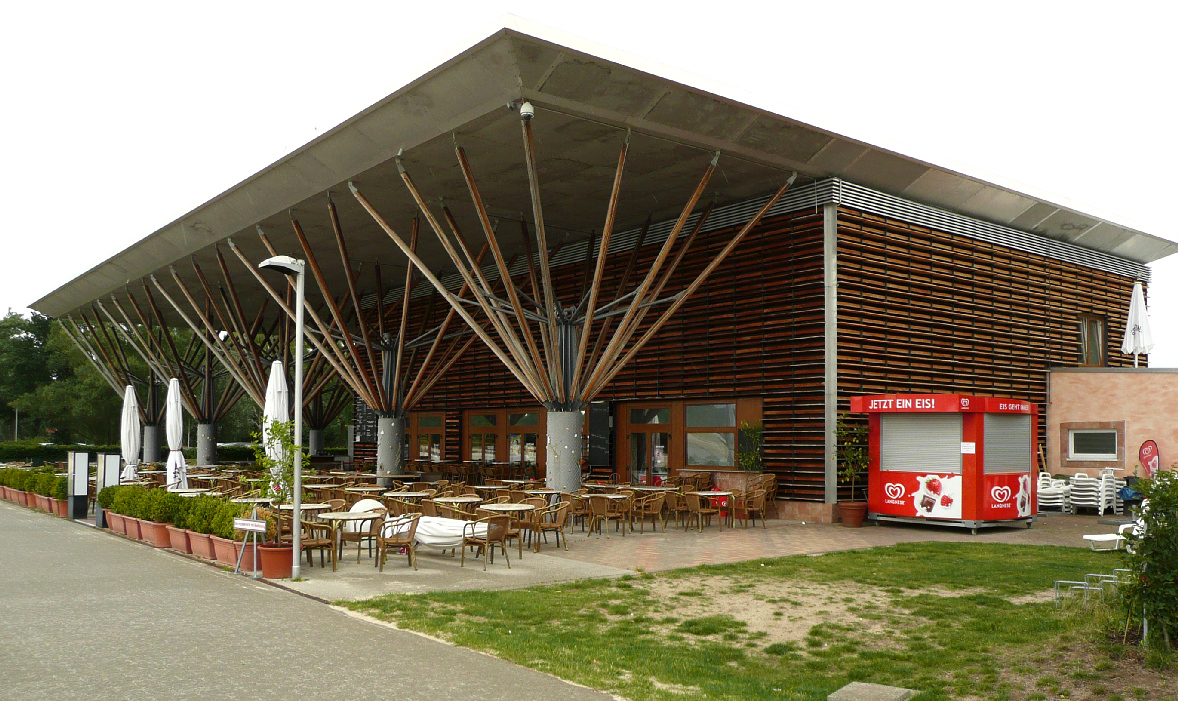
Colombiaans paviljoen
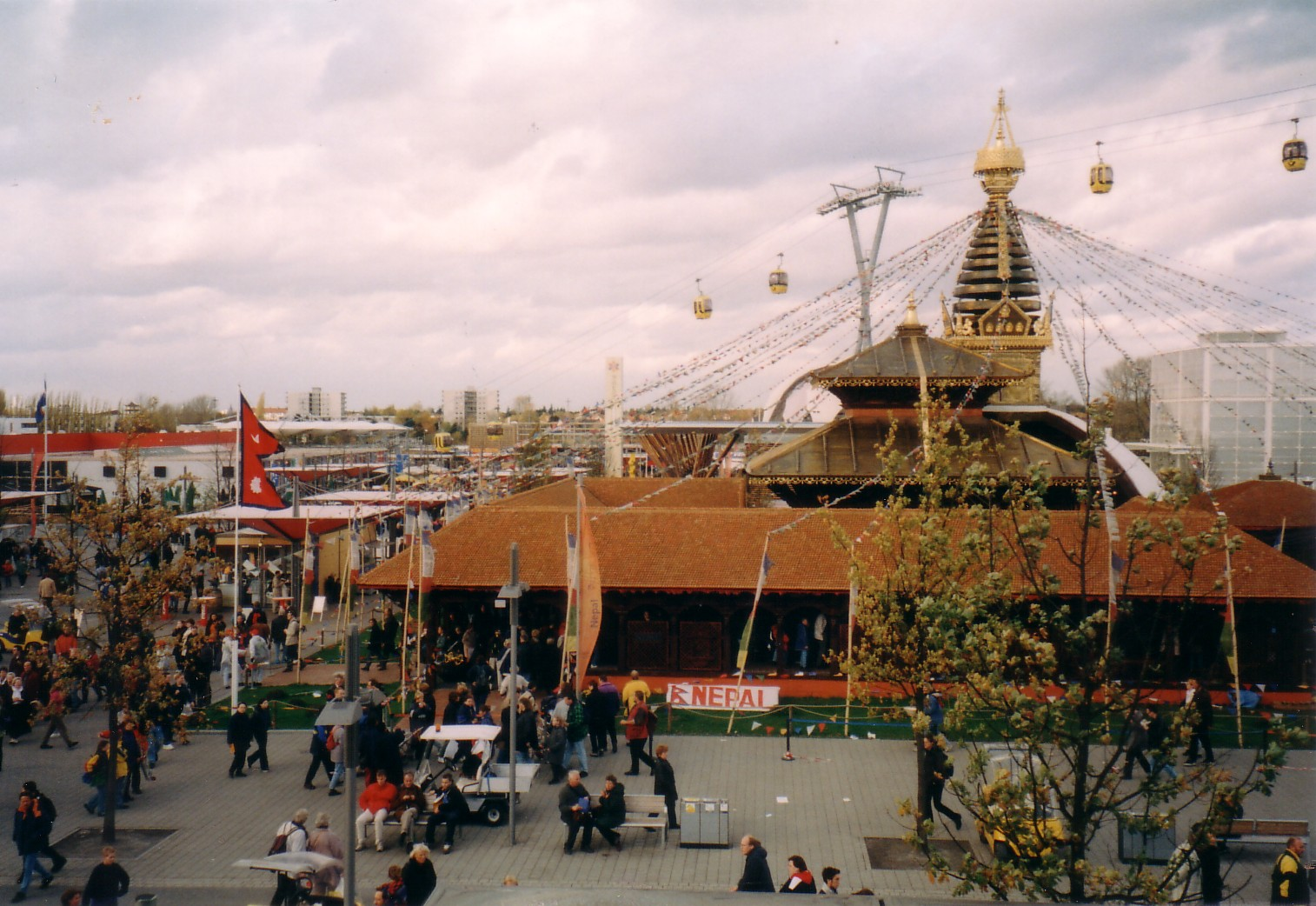
Nepales paviljoen
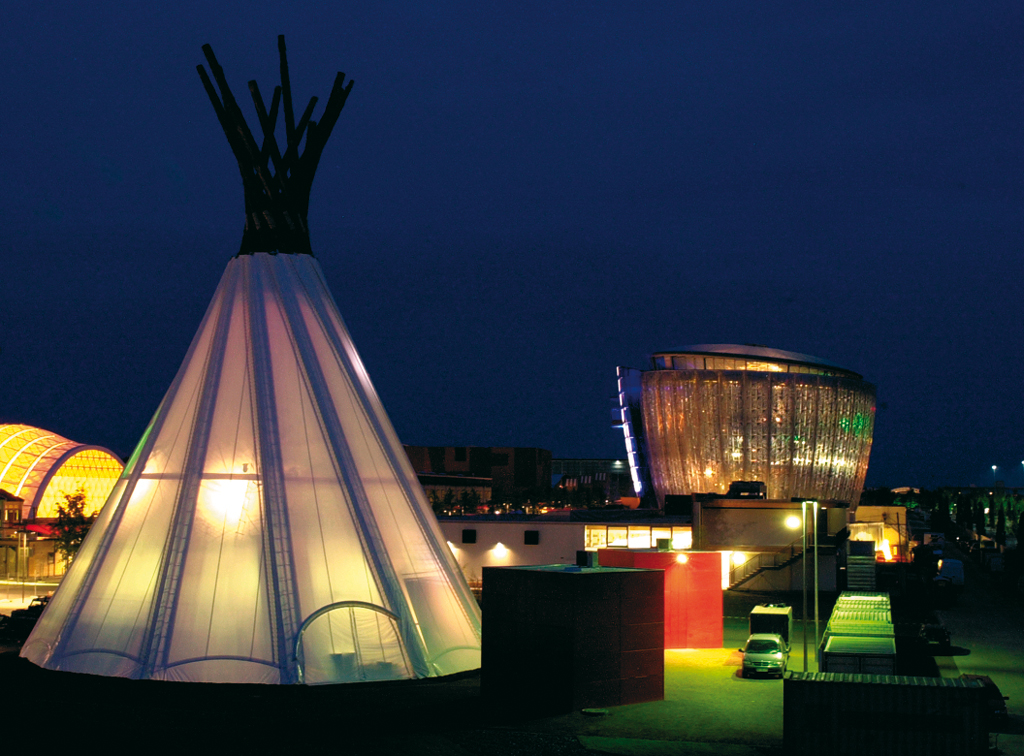
Big Tipi (kinderopvang)
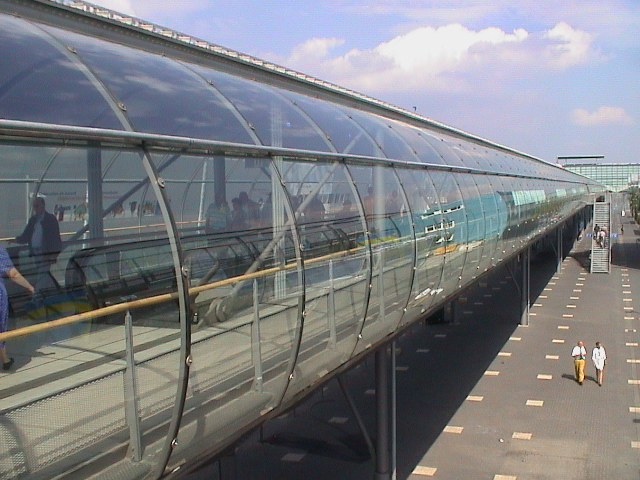
De verbindingsbrug naar ingang west

### Paviljoens Oost

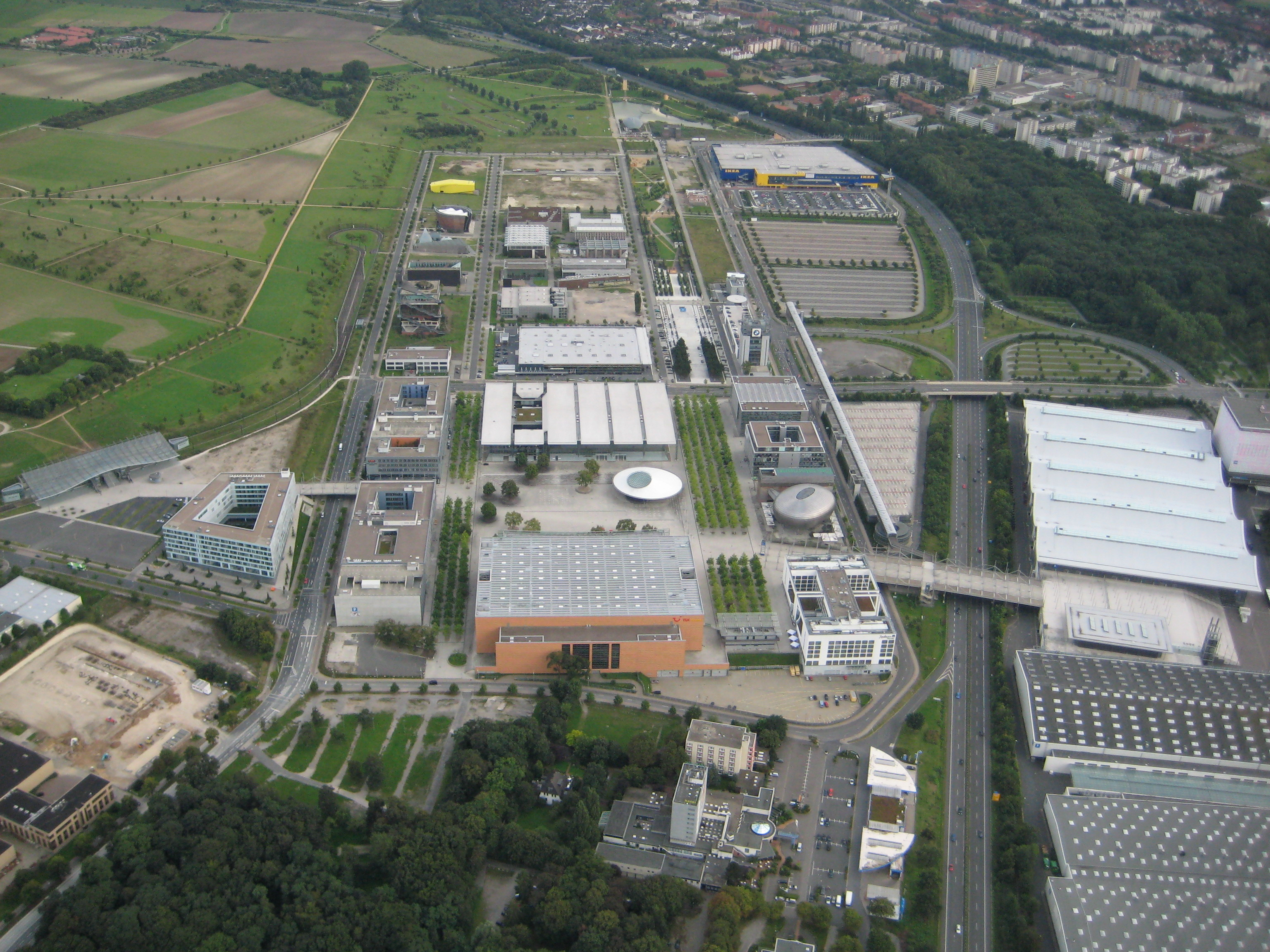
Paviljoens Oost in 2007

Paviljoens Oost is de oostelijke uitbreiding van het jaarbeursterrein ten oosten van de Autobahntoerit naar het zuiden. Aan de noordkant van dit deel bevindt zich de Expo Plaza, met de oostelijke ingang en een nieuw station van de Stadtbahn. Op dit stationsplein hingen de vlaggen van de deelnemende landen.
Behalve de Expo Arena en een hotel waren in dit deel voornamelijk paviljoens van Europese landen te vinden langs de Europa boulevard. De Europese Unie had naast de lidstaten een eigen paviljoen. Het middelste kabelbaanstation lag naast het Franse en het Nederlandse paviljoen. Uitzonderingen waren de paviljoens van Deutsche Post, Ethiopië, Jordanië en Jemen in de westrand, China in het midden en Mongolië en de Verenigde Arabische Emiraten aan de zuidkant. Het uiterste zuiden was het paviljoen van de hoop naast de ingang zuid en het kabelbaanstation zuid.

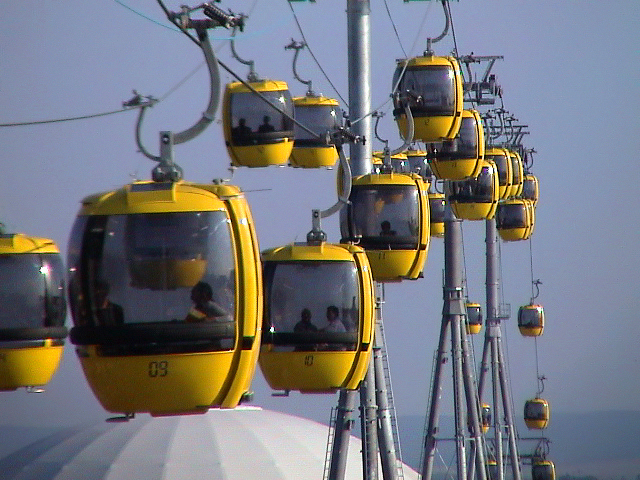
De kabelbaan boven het Italiaanse paviljoen
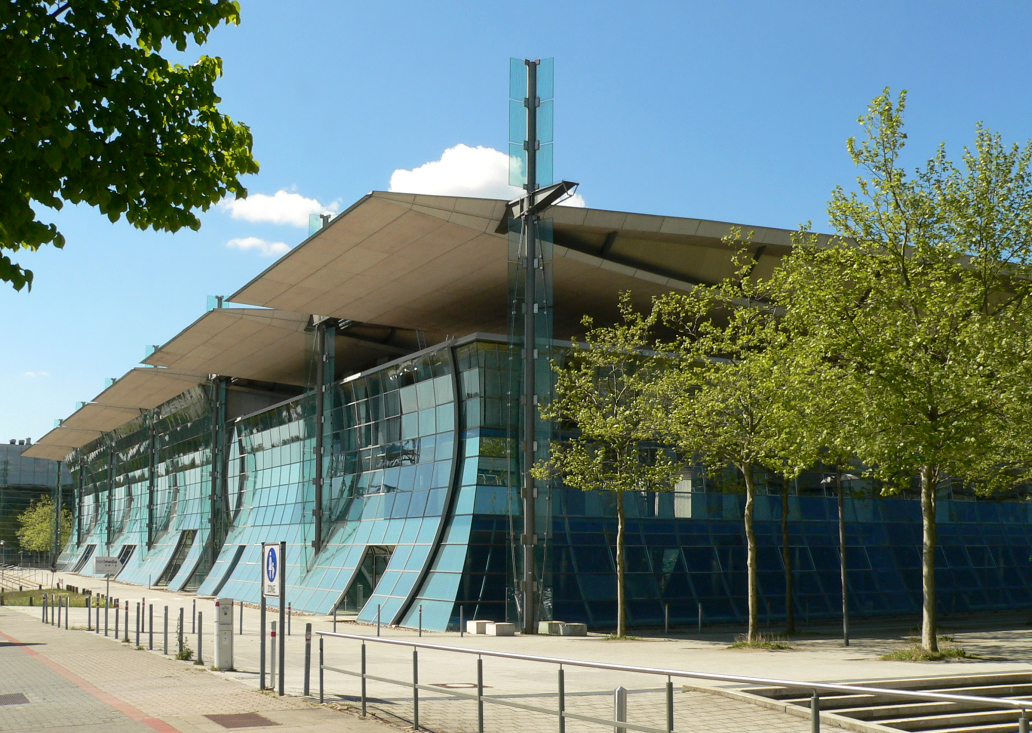
Duits paviljoen
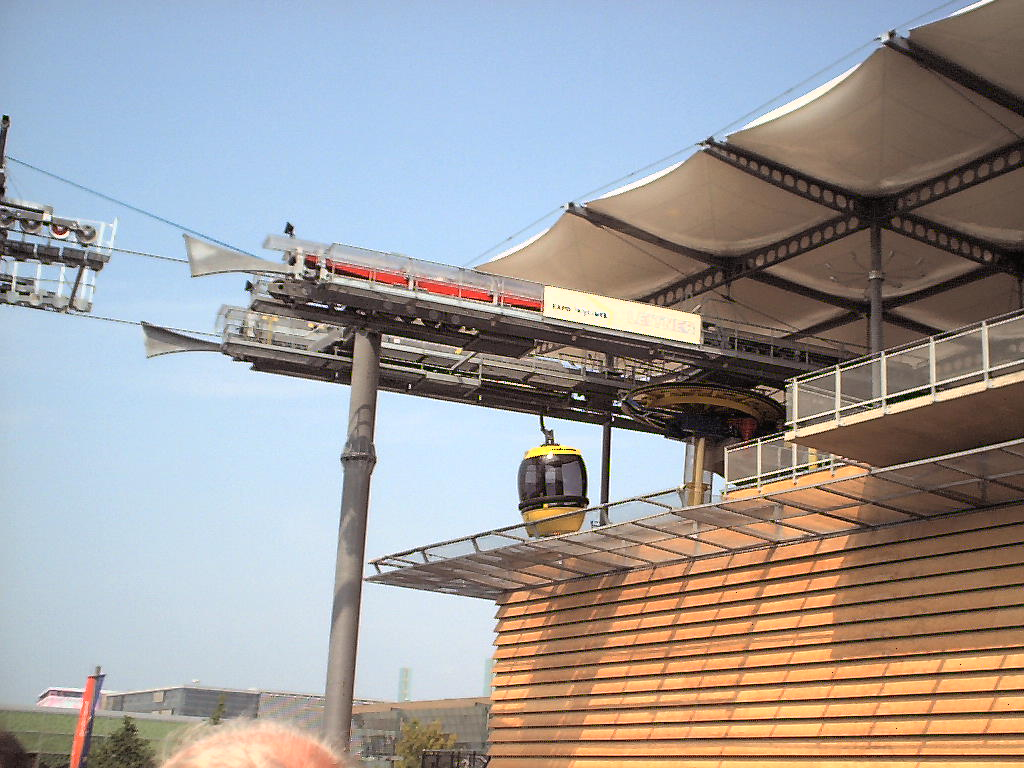
Kabelbaanstation midden
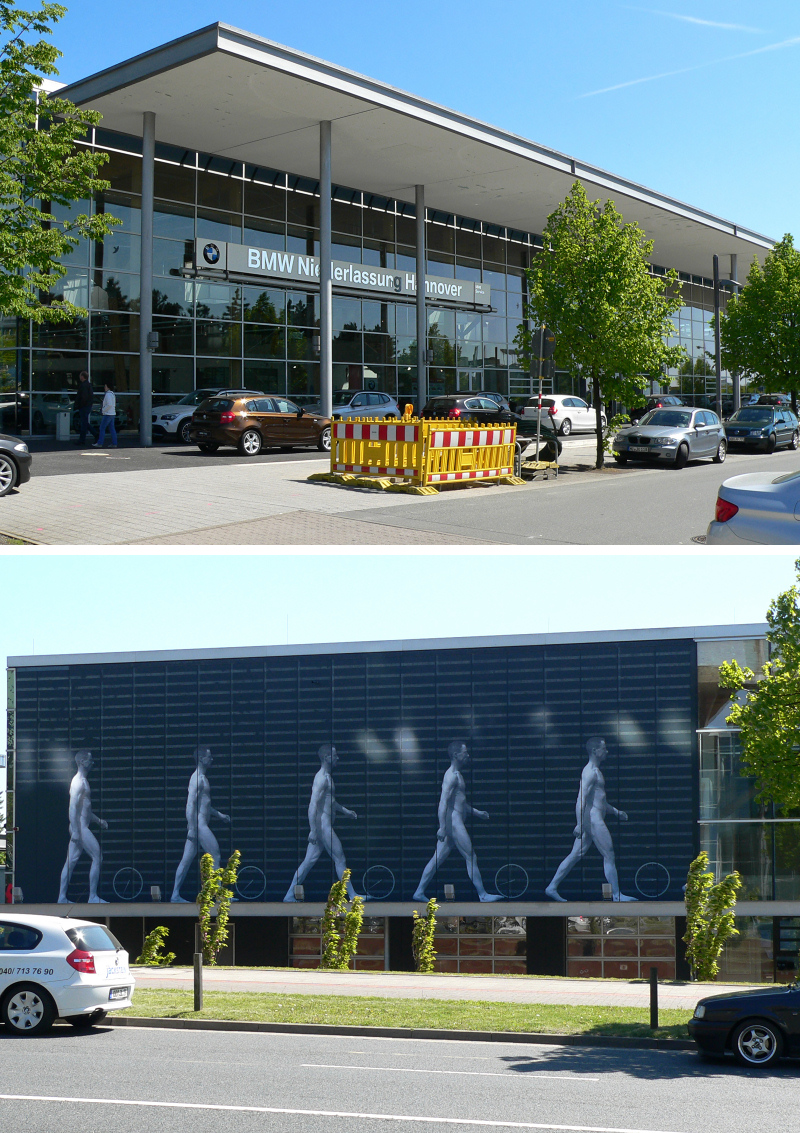
Frans paviljoen
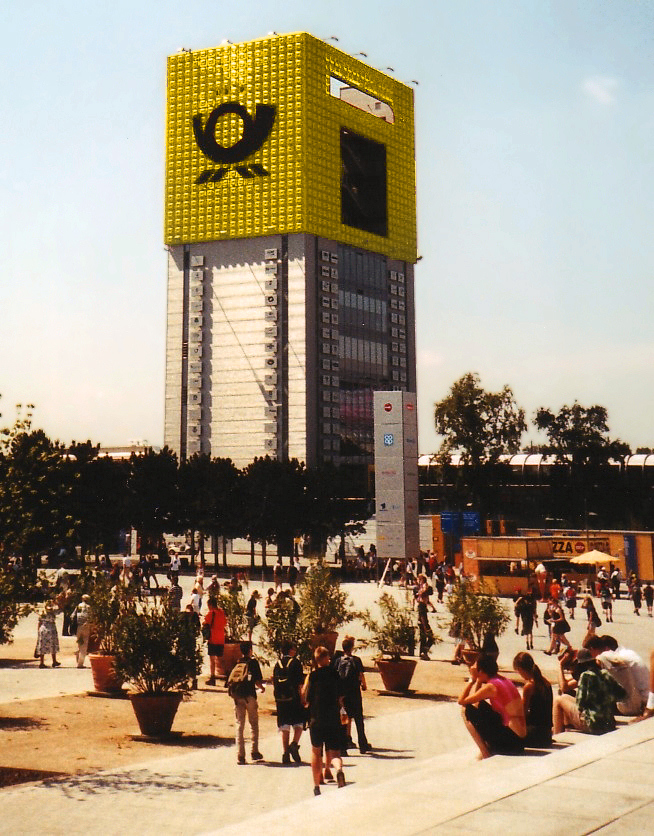
Brievenbus van Deutsche Post
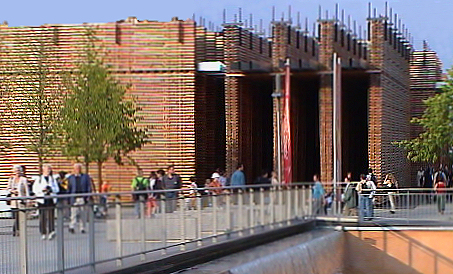
Zwitsers paviljoen
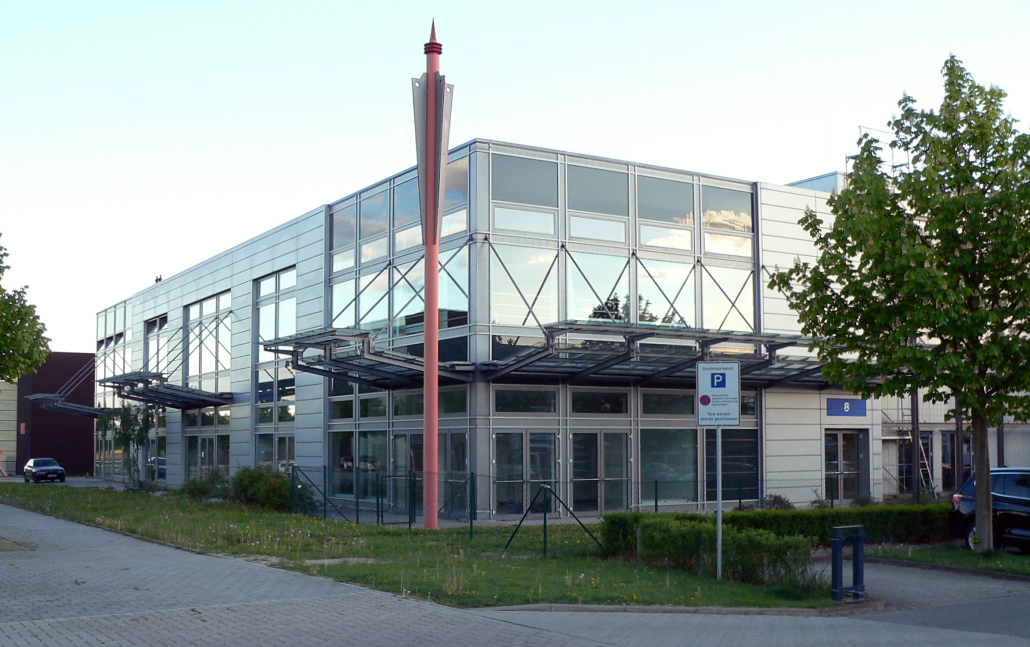
Brits paviljoen
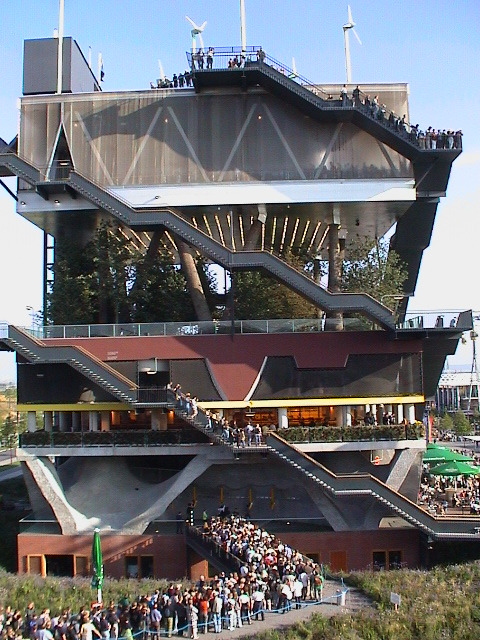
Nederlands paviljoen
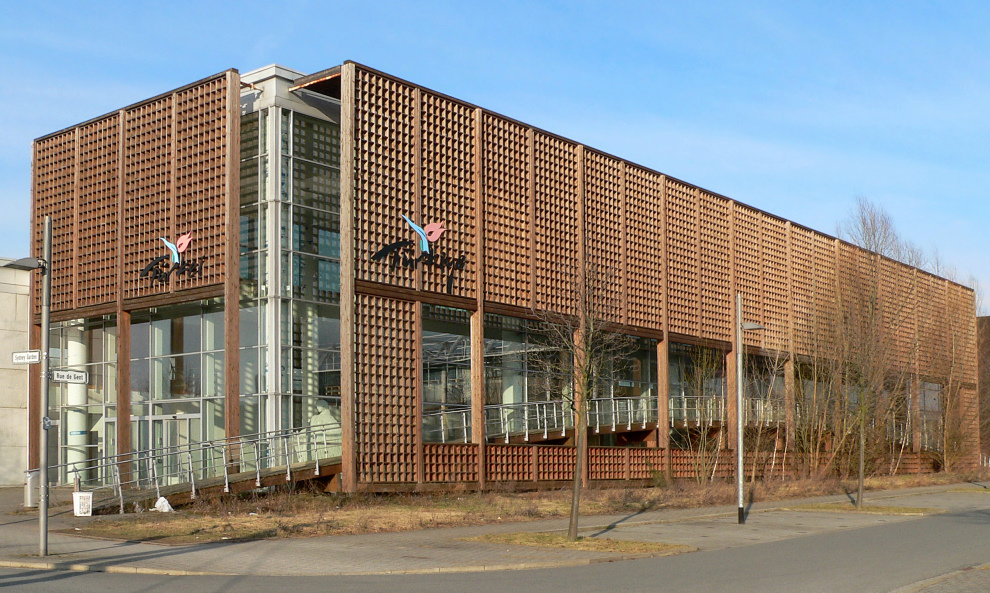
Turks paviljoen
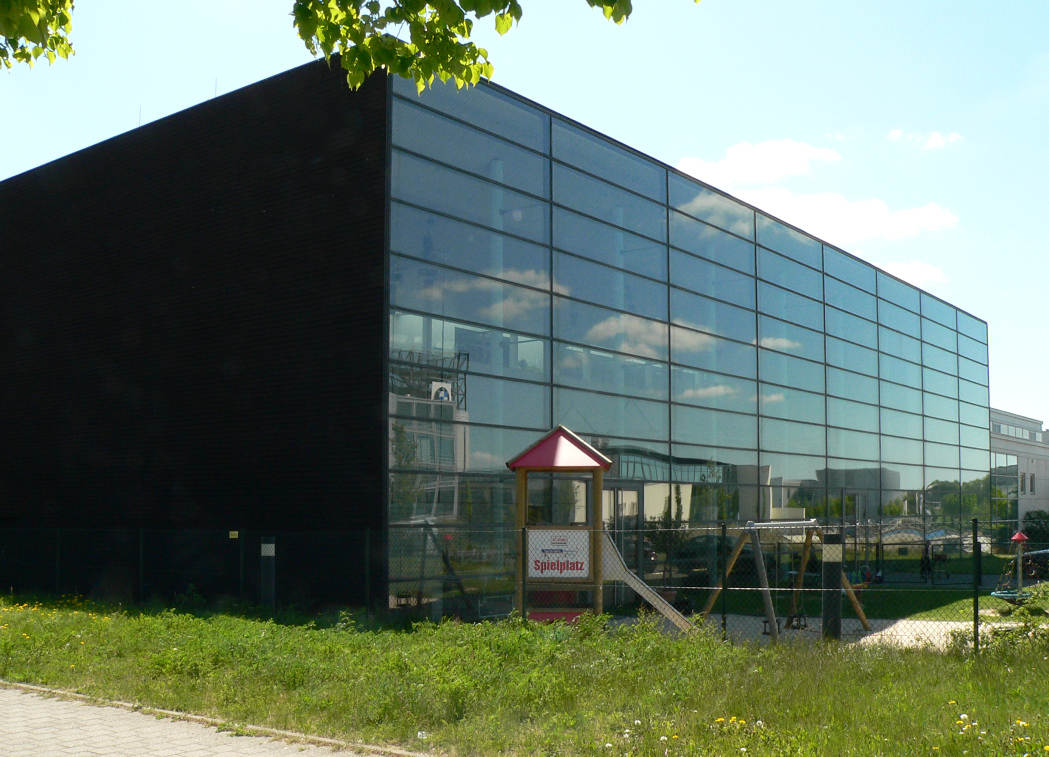
Zweeds paviljoen
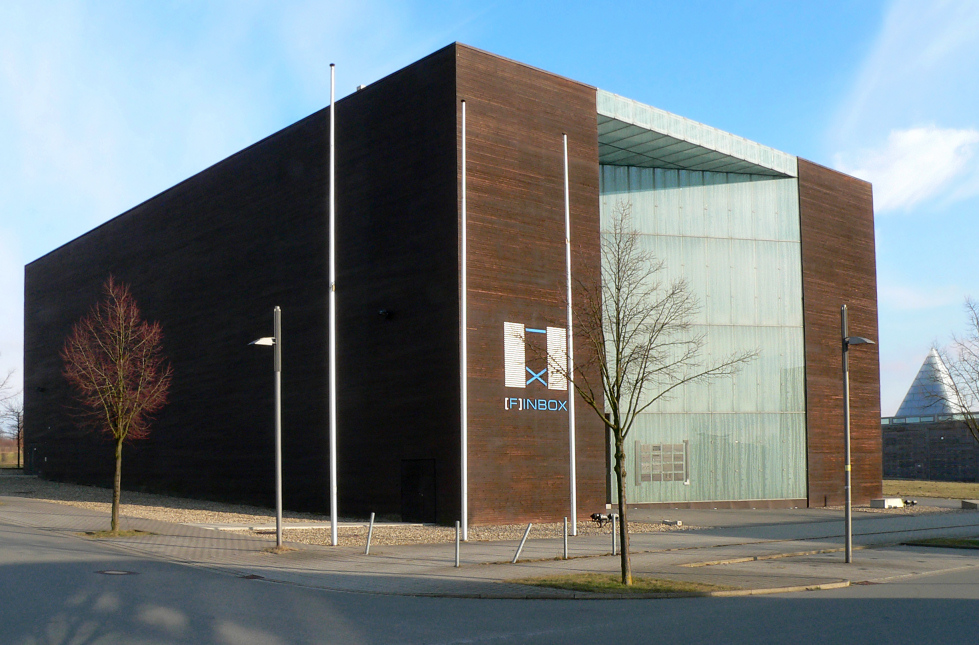
Fins paviljoen
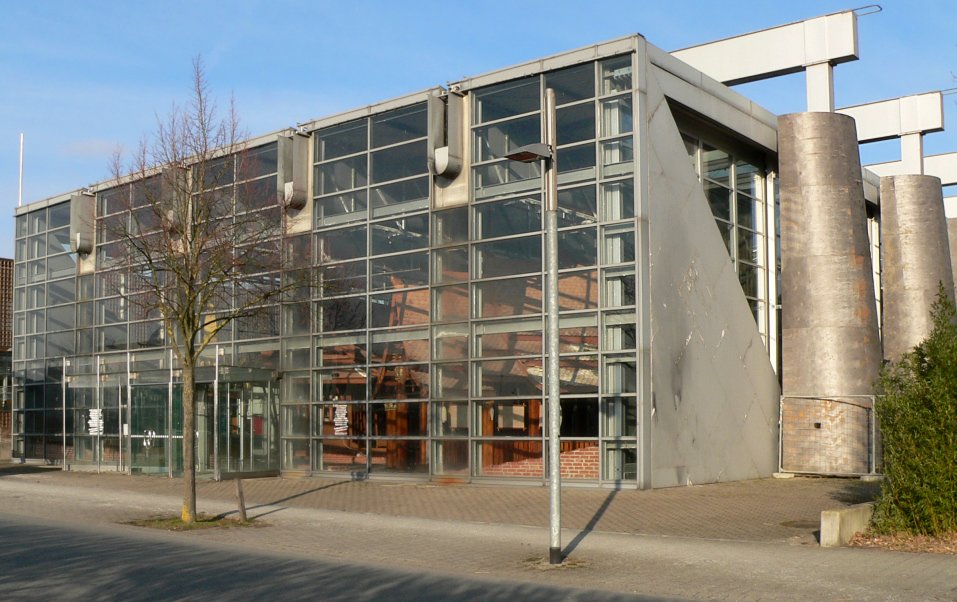
Pools paviljoen
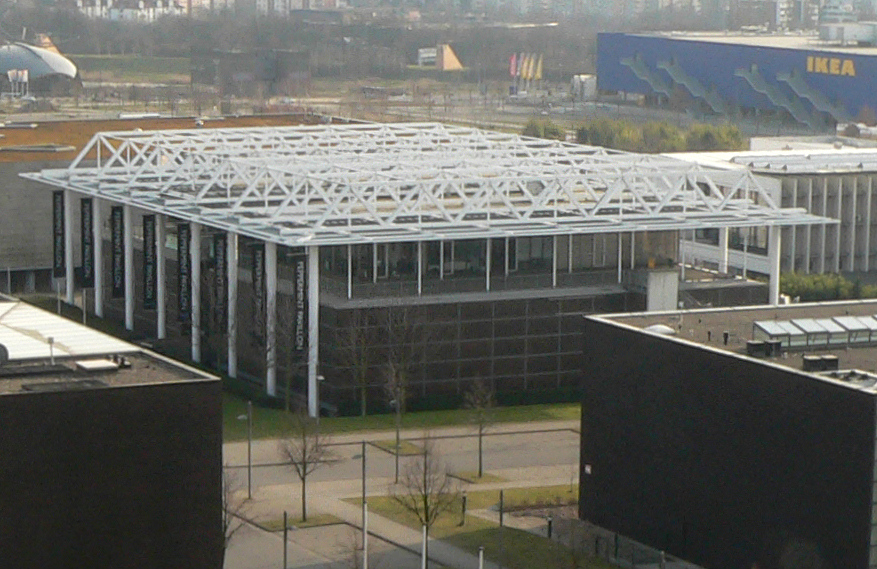
Belgisch paviljoen
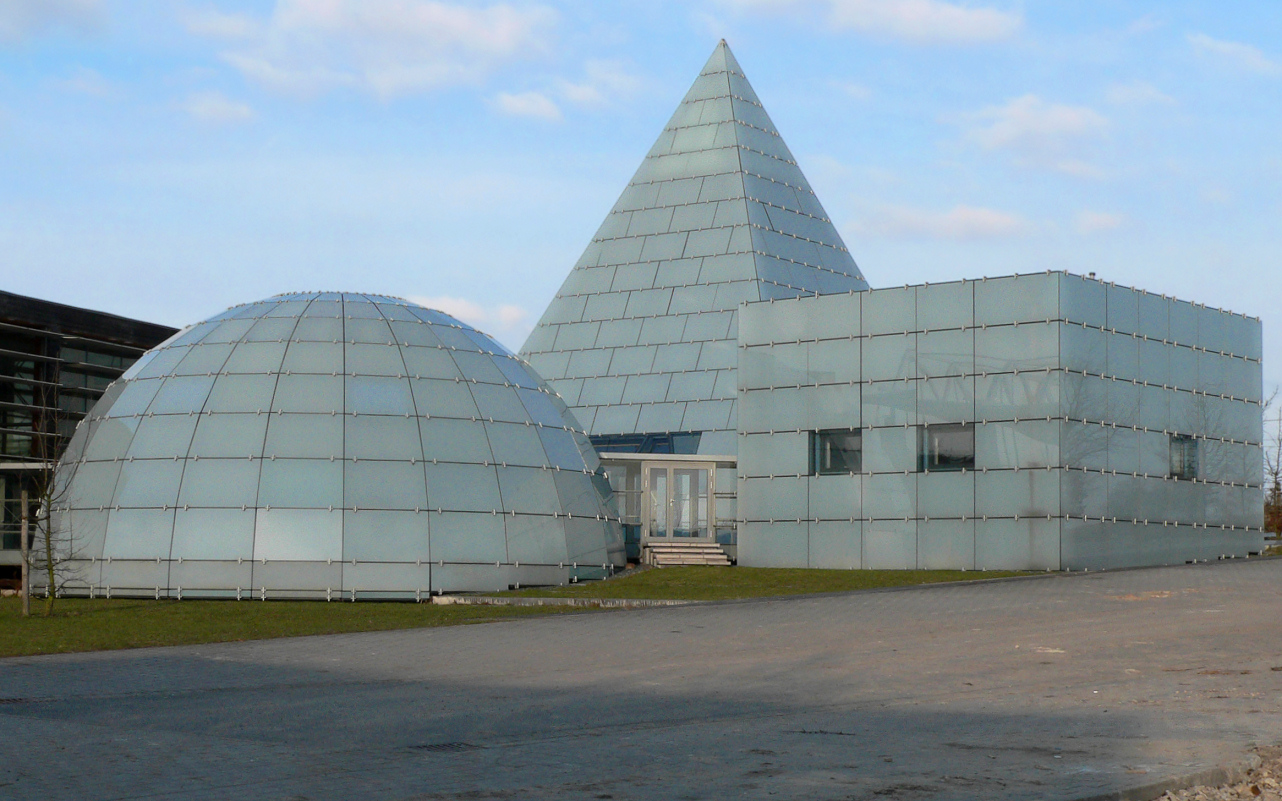
Deens paviljoen
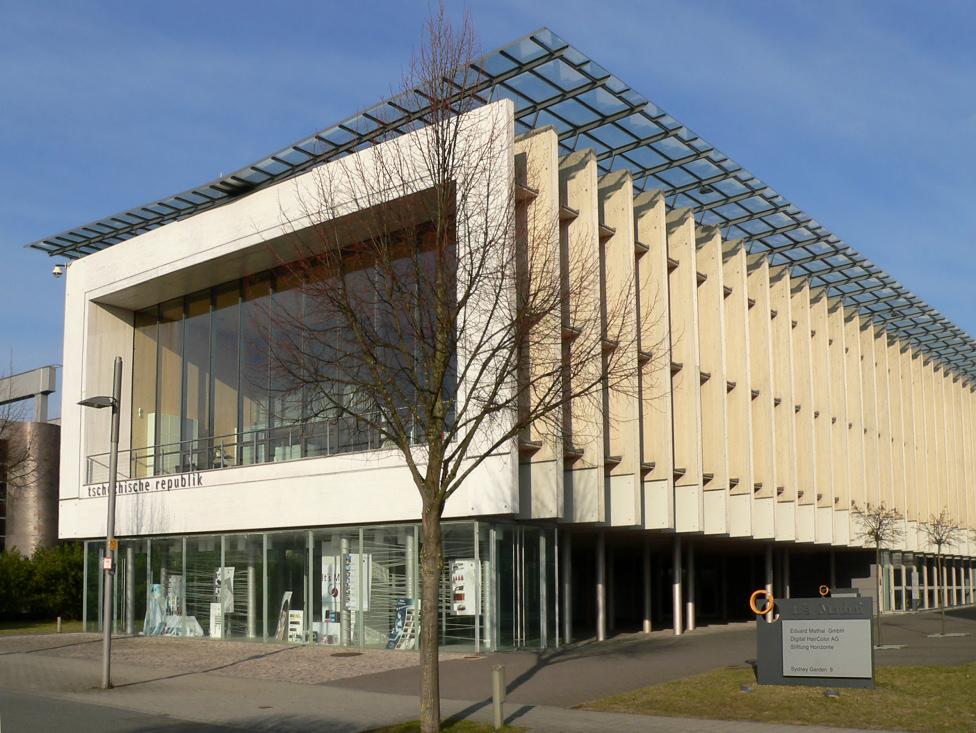
Tsjechisch paviljoen
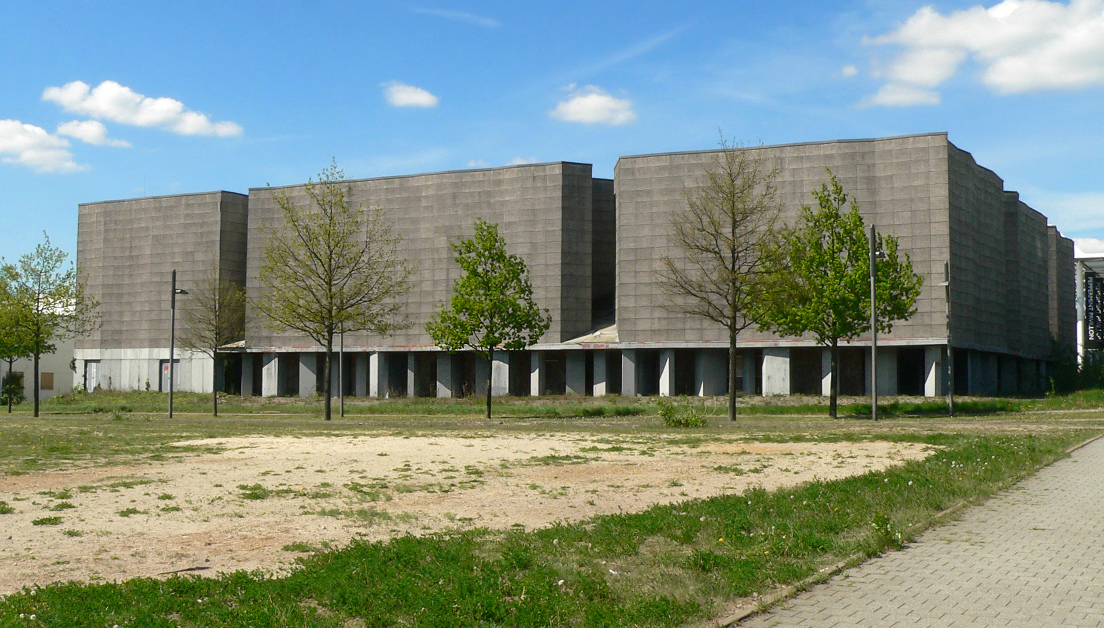
Spaans paviljoen
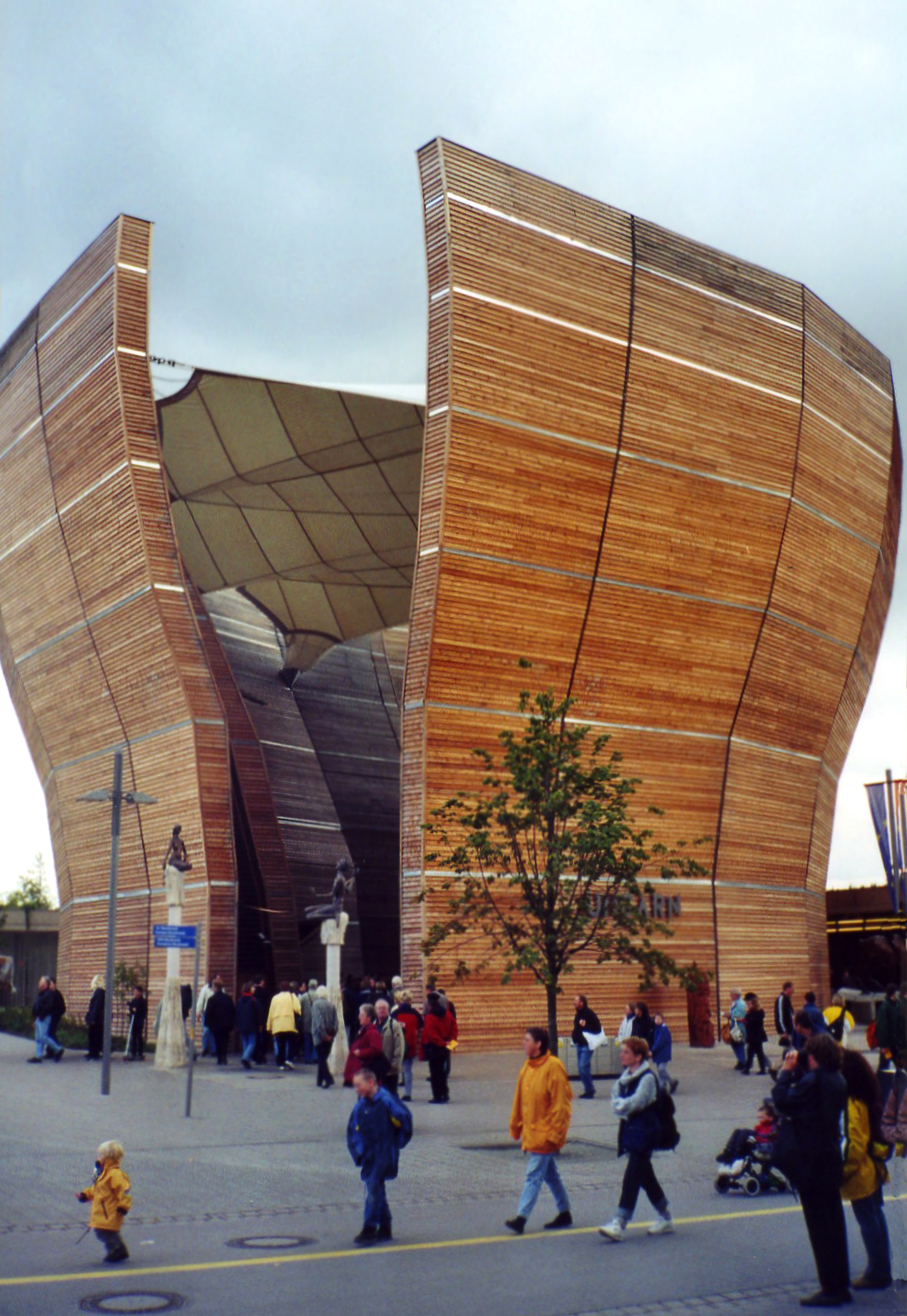
Hongaars paviljoen
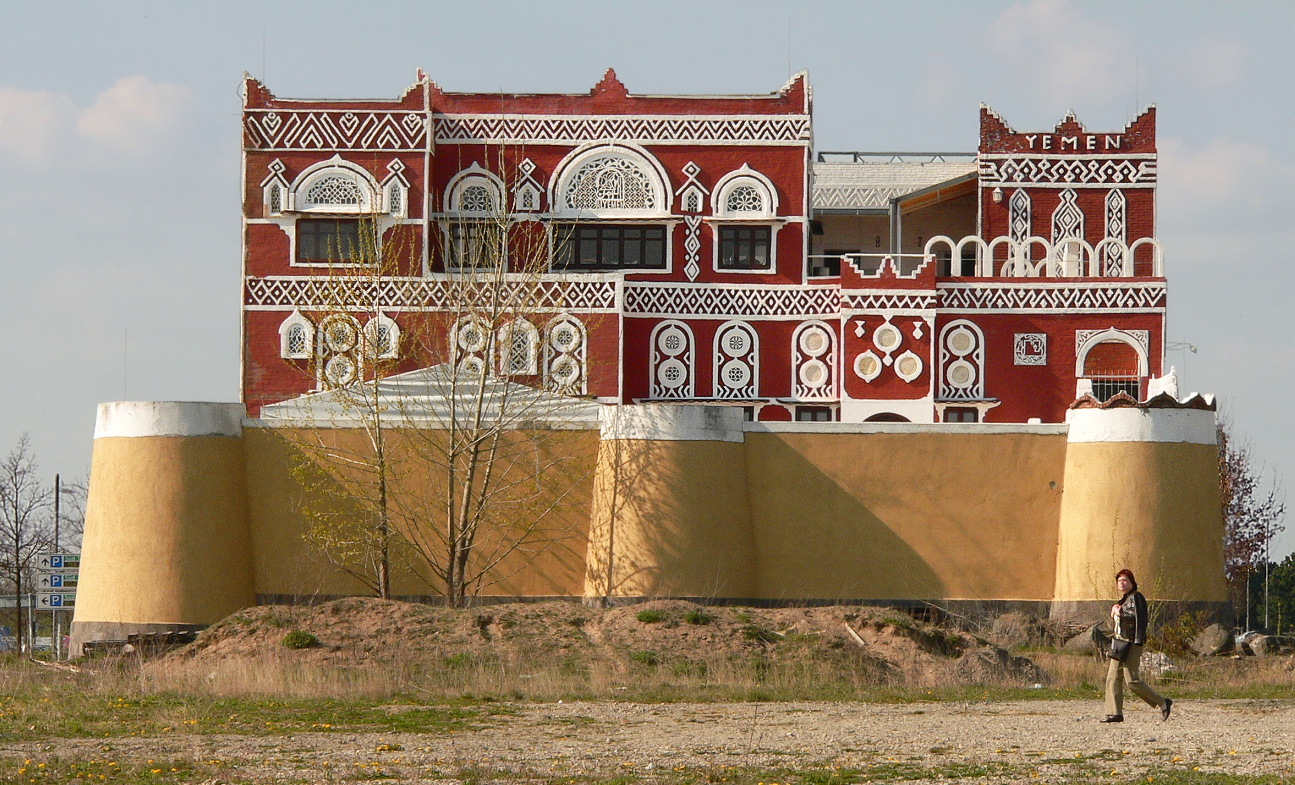
Jemenitisch paviljoen
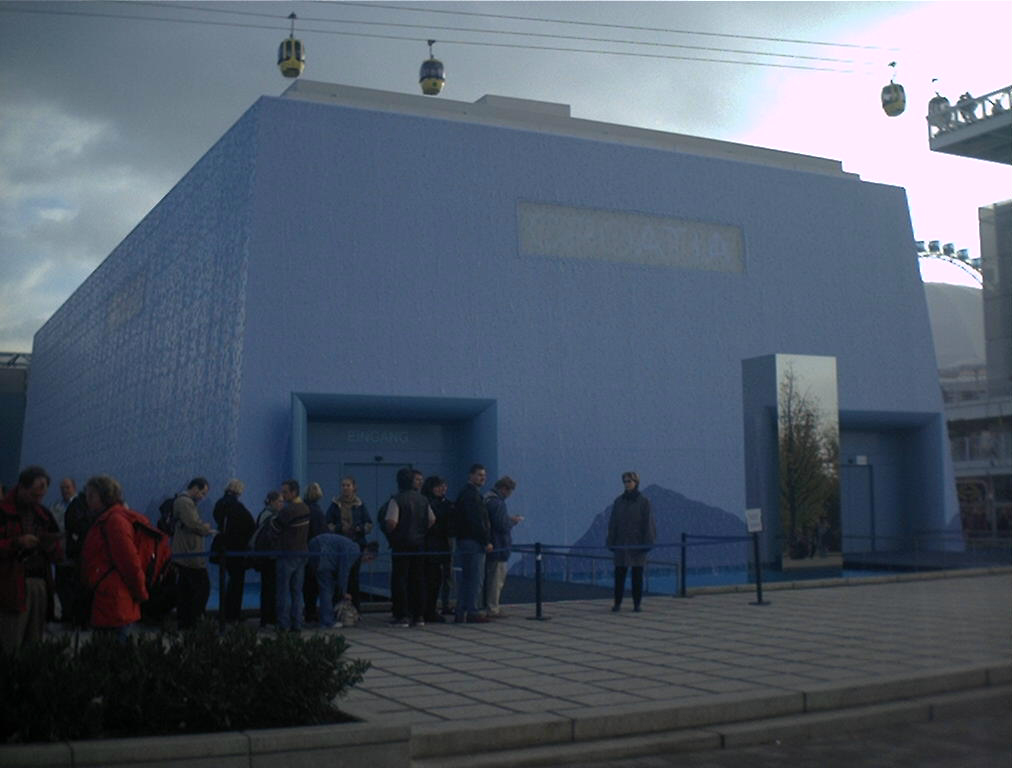
Kroatisch paviljoen
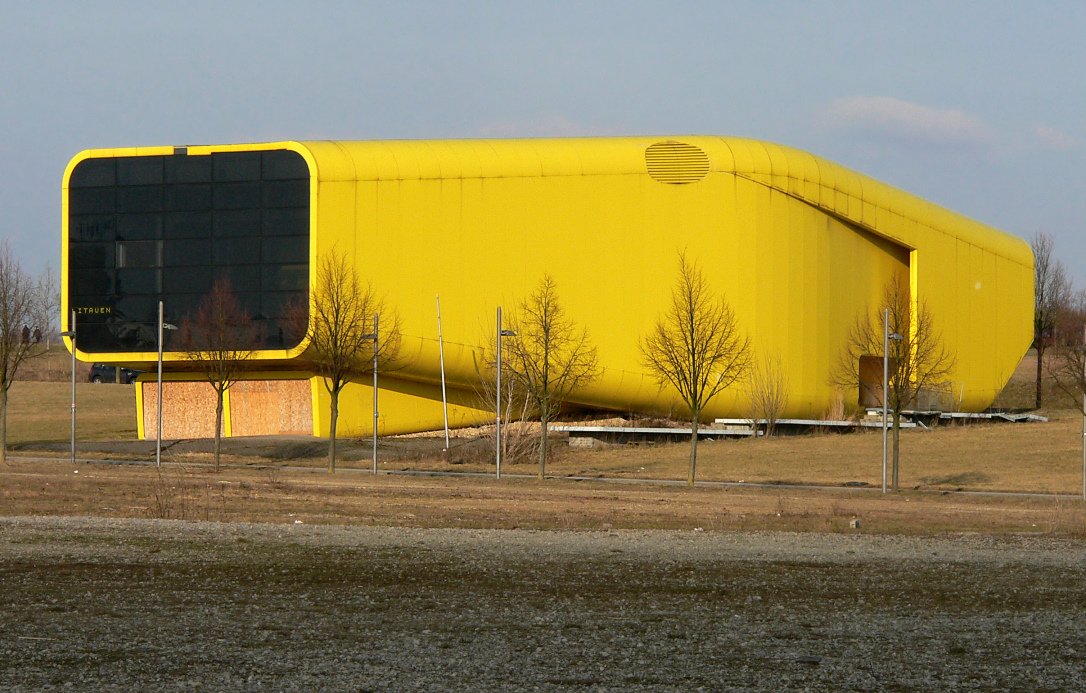
Litouws paviljoen
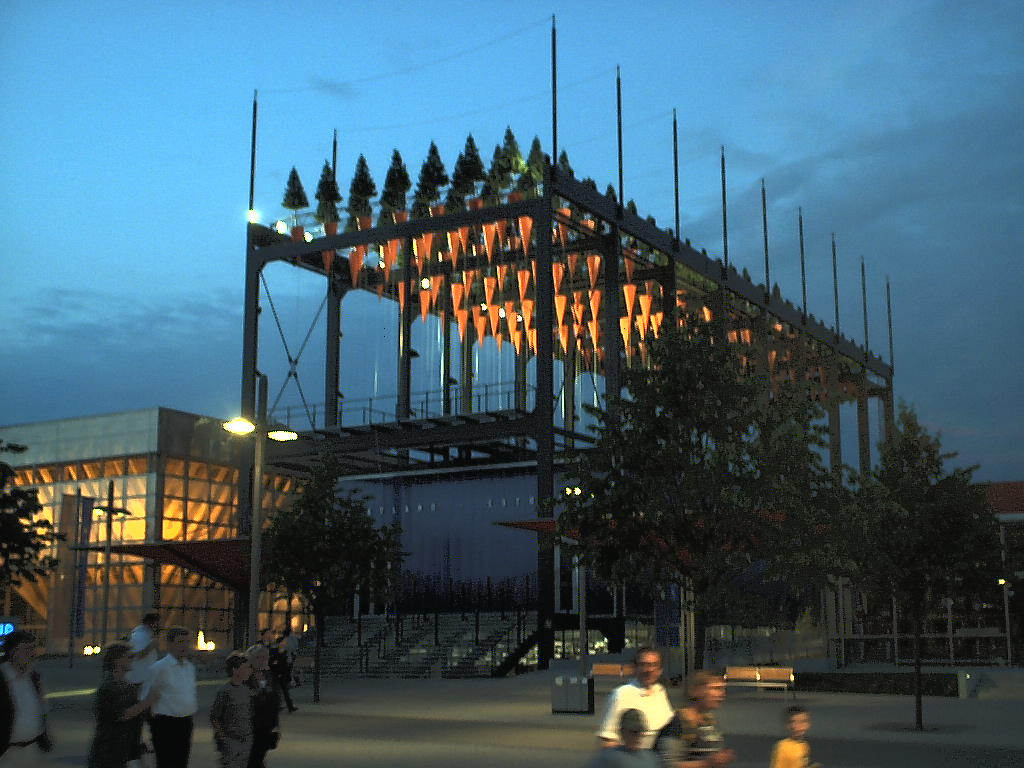
Lets (links) en Ests (rechts) paviljoen
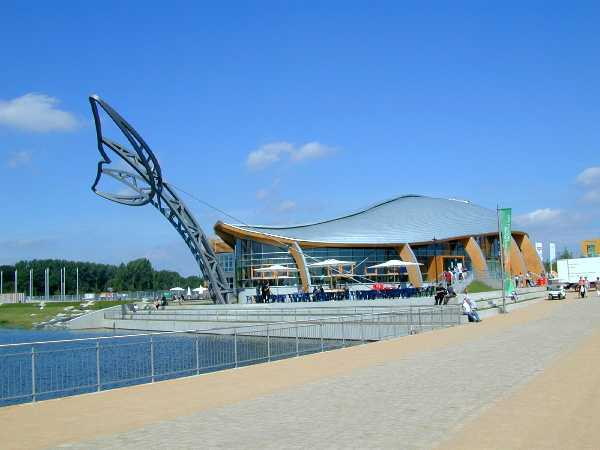
Paviljoen van de hoop

## Trivia
- Voor Nederlanders was een bezoek aan Expo 2000 de eerste mogelijkheid om te reizen met de ICE 3M, die een dagelijkse pendeldienst onderhield tussen Amsterdam en het station bij het Expoterrein (Laatzen).
- De Duitse muziekgroep Kraftwerk componeerde een muzikaal "logo" voor de tentoonstelling.
- Het Nederlands paviljoen was een ontwerp van MVRDV. Vanaf 2017 is het architectenbureau betrokken bij de verbouwing. Het paviljoen wordt gestript en voorbereid voor nieuwe kantoren en restaurants. De opening met een nieuwe bestemming is gepland voor 2025.[1]